# Vîtkivți, Zbaraj
Vîtkivți (în ucraineană Витківці) este un sat în comuna Zaruddea din raionul Zbaraj, regiunea Ternopil, Ucraina.

## Demografie
Componența lingvistică a localității Vîtkivți
     Ucraineană (100%)
Conform recensământului din 2001, toată populația localității Vîtkivți era vorbitoare de ucraineană (100%).